# Latasa
Latasa (en basque et en espagnol) est un village situé dans la commune d'Imotz dans la Communauté forale de Navarre, en Espagne. Il est doté du statut de concejo.
Latasa est situé dans la zone linguistique bascophone de Navarre.

## Géographie
Le village est situé au sud-est du massif d'Aralar et à l'ouest des massifs de Pagadiandieta-Arraldegaina et d'Erga. À l'ouest du village coule la rivière Larraun Ibaia (rivière Larraun) qui longe aussi avec l'autoroute de Leitzaran dans la vallée de Leitza. Les montagnes les plus connues de cette ville sont Mintegi, dans la partie d'Etxaleku, Artola, Irumarketa et Mundumalkorra dans la partie d'Irurtzun, et d'Arriketa, près de la ville.

## Histoire
L'ancienne route royale qui allait de Pampelune à Saint-Sébastien a laissé de nombreuses traces dans cette ville ; nous trouvons des maisons qui montrent l'importance qu'elle avait à cette époque : à l'entrée de la ville se trouvent les palais Juanesenea ou Portonea, Mandategia (où reposaient les mules) et Arotzenea (du forgeron), tous nécessaires pour une voie royale. Il y avait aussi des auberges comme Ostazarrea, Ostatua (nom d'origine Apezenea) et Auzoetxea.
D'autres sont encore debout, tels que Matxikenea, Etxeberrigaraikoa et Etxeberriazpikoa.
Plus tard, lors de l'ouverture de la nouvelle Calzada Real ou Chaussée Royale en 1792, la ville fut mise à l'écart et deux bentas furent construites au bord de la route. L'une d'eux a disparu lors de la construction de l'autoroute.

## Langues
Cette commune se situe dans la zone bascophone de la Navarre dont la population totale en 2018, comprenant 64 municipalités dont Imotz, était bilingue à 60.8%, à quoi s'ajoutent 10.7% de bilingues réceptifs. En 2011, 53.2% de la population d'Imotz ayant 16 ans et plus avait le basque comme langue maternelle.

## Patrimoine

### Patrimoine religieux
- L'église paroissiale de San Ezteban (Saint Étienne)[5]. On ne peut manquer de mentionner l'église et son portique gothique. La tour est la plus remarquable avec la porte gothique. La tour a été réformée en 1776. Le retable, du XVIe siècle, a été sculpté par Juan Landa[3].

### Patrimoine civil
- Juanesenea jauregia (Palais-manoir de Juanesenea).